# Denkmäler deutscher Tonkunst

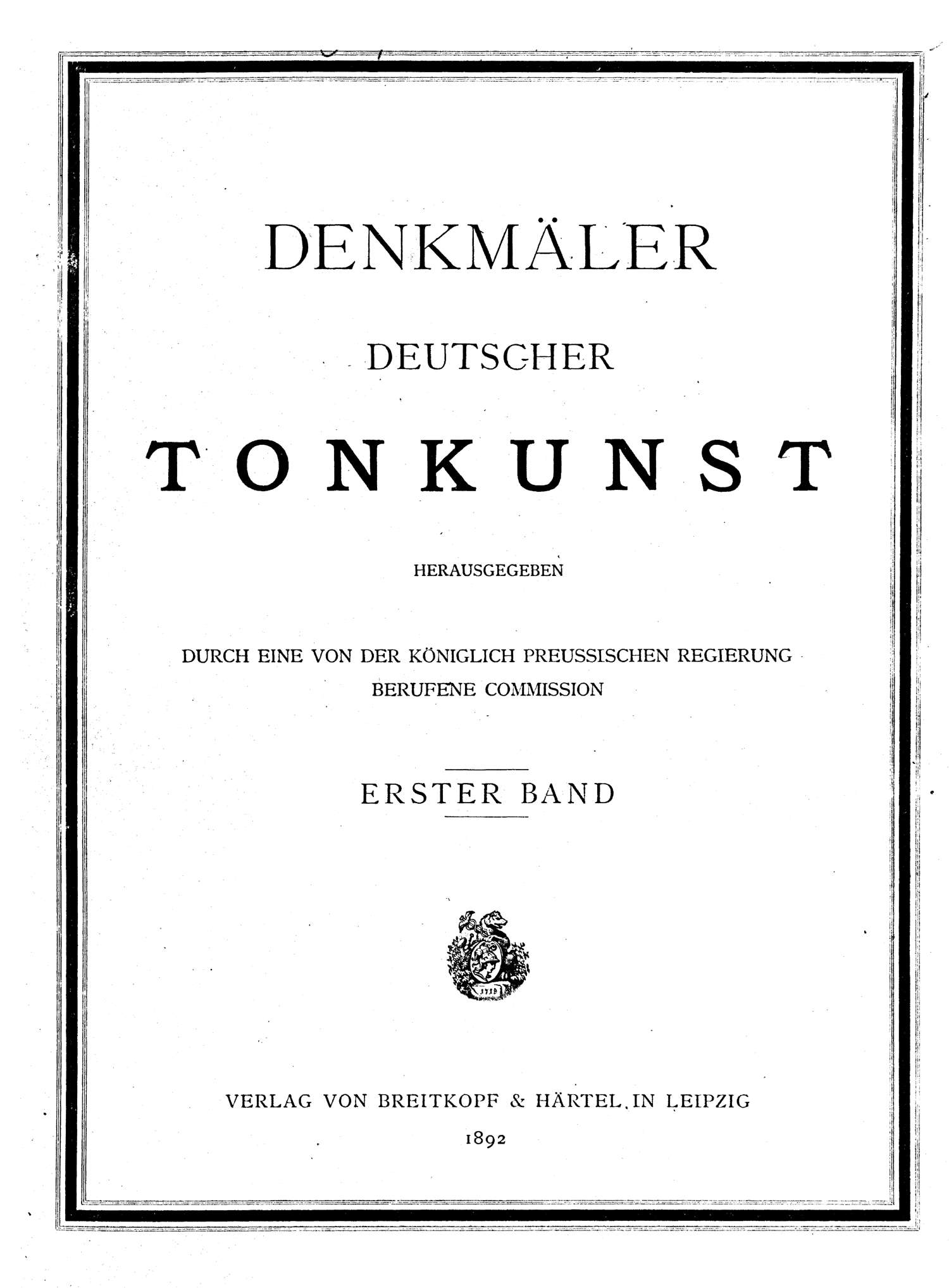
Denkmäler deutscher Tonkunst, Band 1

Denkmäler deutscher Tonkunst ist eine musikgeschichtliche Edition historischer Musik aus Deutschland vom Barock bis zur Klassik.

## Geschichte
Die Edition Denkmäler deutscher Tonkunst wurde 1892 von Philipp Spitta begründet. Von 1892 bis 1931 erschienen insgesamt 65 Bände. Herausgeber war die Preußische Musikgeschichtliche Kommission und deren nachfolgende Institutionen unter der jeweiligen Leitung von Rochus von Liliencron, Hermann Kretzschmar, Hermann Abert und Arnold Schering. Die Editionsrichtlinien forderten eine strenge Quellentreue sowie Wiedergabe der originalen Partituranordnung.
Während des nationalsozialistischen Regimes wurde die Herausgabe in der 1933 begründeten Quellenpublikation Das Erbe deutscher Musik fortgesetzt. Die 1953 gegründete Musikgeschichtliche Kommission hat die Aufgabe übernommen, an die bisherige Tradition deutscher musikalischer Quellenpublikationen anzuschließen.
Die Dokumentationen bestehen aus der ersten Folge Denkmäler deutscher Tonkunst und der zweiten Folge Denkmäler der Tonkunst in Bayern. Eine vergleichbare Reihe österreichischer Komponisten sind die Denkmäler der Tonkunst in Österreich.

## Folge 1
| Band        | Titel | Jahr |
| ----------- | --- | ---- |
| 1. Band     | Samuel Scheidts Tabulatura Nova für Orgel und Clavier | 1892 |
| 2. Band     | Hans Leo Hasslers Werke. Erster Band. Cantiones sacrae für 4 bis 12 Stimmen | 1894 |
| 3. Band     | Franz Tunders Gesangswerke. Solocantaten und Chorwerke mit Instrumentalbegleitung | 1900 |
| 4. Band     | Johann Kuhnaus Klavierwerke | 1901 |
| 5. Band     | Johann Rudolph Ahles Ausgewählte Gesangswerke mit und ohne Begleitung von Instrumenten | 1901 |
| 6. Band     | Matthias Weckmann und Christoph Bernhard. Solocantaten und Chorwerke mit Instrumentalbegleitung | 1901 |
| 7. Band     | Hans Leo Hasslers Werke. Zweiter Band. Messen für 4 bis 8 Stimmen | 1902 |
| 8/9. Band   | Ignaz Holzbauer. Günther von Schwarzburg : Oper in drei Akten | 1902 |
| 10. Band    | Orchestermusik des XVII. Jahrhunderts. I. Journal du Printemps von Johann Caspar Ferdinand Fischer. II. Zodiacus von J. A. S. ((das ist Johann Abraham Schmierer (1661–1719))) | 1902 |
| 11. Band    | Dietrich Buxtehudes Instrumentalwerke. Sonaten für Violine, Gambe und Cembalo | 1903 |
| 12/13. Band | Arien von Heinrich Albert | 1904 |
| 14. Band    | Dietrich Buxtehude. Abendmusiken und Kirchenkantaten | 1903 |
| 15. Band    | Carl Heinrich Graun. Montezuma : Oper in drei Akten | 1904 |
| 16. Band    | Melchior Franck und Valentin Haussmann. Ausgewählte Instrumentalwerke | 1904 |
| 17. Band    | Johann Sebastiani und Johann Theile. Passionmusiken | 1904 |
| 18. Band    | Sonate da camera von Johann Rosenmüller | 1904 |
| 19. Band    | Arien von Adam Krieger | 1905 |
| 20. Band    | Johann Adolph Hasse. La conversione di Sant’Agostino : Oratorio | 1905 |
| 21/22. Band | Gesammelte Werke von Friedrich Wilhelm Zachow | 1905 |
| 23. Band    | Ausgewählte Werke von Hieronymus Praetorius | 1905 |
| 24/25. Band | Hans Leo Hasslers Werke. Dritter Band. Sacri concentus für 4 bis 12 Stimmen | 1906 |
| 26/27. Band | Johann Gottfried Walther. Gesammelte Werke für Orgel | 1906 |
| 28. Band    | Georg Philipp Telemann. Der Tag des Gerichts : Ein Singgedicht in vier Betrachtungen von Christian Wilhelm Alers. Ino : Kantate von Karl Wilhelm Ramler | 1907 |
| 29/30. Band | Instrumentalkonzert deutscher Meister. Johann Georg Pisendel, Johann Adolph Hasse, Carl Philipp Emanuel Bach, Georg Philipp Telemann, Christoph Graupner, Gottfried Heinrich Stölzel, Conrad Friedrich Hurlebusch | 1907 |
| 31. Band    | Philipp Dulichius. Prima pars centuriae octonum et septenum vocum. Stetini, 1607 | 1907 |
| 32/33. Band | Nicolo Jommelli. Fetonte : Dramma per musica | 1907 |
| 34. Band    | Newe deudsche geistliche Gesenge für die gemeinen Schulen. Georg Rhau/Rhaw, Martin Luther, Martin Agricola, Ulrich Brätel (ca. 1495–1544/5), Arnold von Bruck, Sixt Dietrich, Benedictus Ducis, Georg Forster, Virgil Hauck (fl. 1540), Wolff Heintz (gest. ca. 1552), Johannes Lupi (gest. 1539), Stephan Mahu, Nicolaus Piltz (16. Jh.), Balthasar Resinarius, Ludwig Senfl, Johannes Stahl, Thomas Stoltzer, Georg Vogelhuber (16. Jh.), Johann Weinmann (ca. 1477–1542) | 1908 |
| 35/36. Band | Sperontes ((das ist Johann Sigismund Scholze)). Singende Muse an der Pleisse | 1909 |
| 37/38. Band | Reinhard Keiser. Der hochmütige, gestürzte und wieder erhabene Croesus | 1912 |
| 39. Band    | Ausgewählte Werke von Johann Schobert | 1909 |
| 40. Band    | Ausgewählte Werke von Andreas Hammerschmidt | 1910 |
| 41. Band    | Philipp Dulichius. Secunda pars centuriæ octonum et septenum vocum | 1911 |
| 42. Band    | Ernst Bach. Sammlung auserlesener Fabeln. und Valentin Herbing. Musikalischer Versuch | 1910 |
| 43/44. Band | Ausgewählte Ballette Stuttgarter Meister aus der 2. Hälfte des 18. Jahrhunderts. Florian Johann Deller und Johann Joseph Rudolph | 1913 |
| 45. Band    | Heinrich Elmenhorsts Geistliche Lieder komponiert von Johann Wolfgang Franck, Georg Böhm und Petrus Laurentius Wockenfuß | 1911 |
| 46/47. Band | Philipp Heinrich Erlebach. Harmonische Freude musikalischer Freunde. Erster und anderer Teil | 1914 |
| 48. Band    | Johann Ernst Bach. Passionsoratorium | 1914 |
| 49/50. Band | Thüringische Motetten der ersten Hälfte des 18. Jahrhunderts (Gottholdsche Sammlung). Johann Topf oder Topff, Nicolaus Niedt (ca. 1660–1700), Friedrich Erhardt Niedt (1674–1708), Arnoldi, Flender, Philipp Heinrich Erlebach, Johann Michael Bach, Georg Theodor Reineccius (1660–1726), Liebhold, Georg Philipp Telemann | 1915 |
| 51/52. Band | Ausgewählte Kantaten von Christoph Graupner | 1926 |
| 53/54. Band | Johann Philipp Krieger. 21 ausgewählte Kirchenkompositionen | 1916 |
| 55. Band    | Carlo Pallavicino. La Gerusalemme liberata | 1916 |
| 56. Band    | Johann Christoph Friedrich Bach. Die Kindheit Jesu. Die Auferweckung Lazarus | 1917 |
| 57. Band    | Georg Philipp Telemann. Vierundzwanzig Oden. Johann Valentin Görner. Sammlung neuer Oden und Lieder | 1917 |
| 58/59. Band | Sebastian Knüpfer, Johann Schelle, Johann Kuhnau. Ausgewählte Kirchenkantaten | 1918 |
| 60. Band    | Antonio Lotti. Messen | 1930 |
| 61/62. Band | Georg Philipp Telemann. Tafelmusik | 1927 |
| 63. Band    | Johann Pezel. Turmmusiken und Suiten | 1928 |
| 64. Band    | Georg Benda. Der Jahrmarkt: Eine komische Oper. Herausgegeben von Theodor Wilhelm Werner | 1930 |
| 65. Band    | Thomas Stoltzer. Sämtliche lateinische Hymnen und Psalmen | 1931 |
| Beihefte 1  | Christoph Graupner als Kirchenkomponist. Ausführungen zu Band LI/LII (Ergänzungen zu den Bänden 51/52) der Denkmäler deutscher Tonkunst, Erste Folge, und Verzeichnis sämtlicher Kantaten Graupners von Friedrich Noack | 1926 |
| Beihefte II | G. Ph. Telemann. Musique de Table. Ausführungen zu Band LXI und LXII (Ergänzungen zu den Bänden 61/62) der Denkmäler deutscher Tonkunst, Erste Folge von Max Seiffert | 1927 |

## Folge 2
siehe Denkmäler der Tonkunst in Bayern